# Francesco Recine
Francesco Recine (Ravena, 7 de fevereiro de 1999) é um jogador de voleibol italiano que atua na posição de ponteiro.

## Carreira

### Clube
A carreira de Recine começou na temporada 2013–14 quando jogou pelo Pallavolo Lube Macerata, na Série D do campeonato italiano. Na temporada 2014–15 mudou-se para o Appignano, na Série B2; com o mesmo clube que jogou pela Série B na temporada 2016–17. Na temporada 2017–18 ingressou na equipe federal do Club Italia, na Série A2, onde permaneceu por dois anos.
Para a temporada 2019–20 estreou na primeira divisão do campeonato italiano graças à contratação de Consar Ravenna, enquanto na temporada 2020–21 transferiu-se para o Gas Sales Bluenergy Piacenza, na mesma divisão.

### Seleção
Recine integrou a seleção italiana sub-19 entre 2015 e 2017, conquistando a medalha de prata no Campeonato Europeu Sub-19 de 2017 e a medalha de ouro no Festival Olímpico da Juventude Europeia. Em 2018 ascendeu para a seleção sub-20 e em 2019 transferido para a seleção sub-21, com a qual conquistou a medalha de prata no Campeonato Mundial Sub-21 de 2019.
No mesmo ano obteve as primeiras convocações para a seleção adulta, conquistando em 2021, a medalha de ouro no Campeonato Europeu e, no ano seguinte, a medalha de bronze nos Jogos do Mediterrâneo.
Em 2022 se tornou campeão mundial ao derrotar a seleção polonesa no Campeonato Mundial de 2022.

## Títulos
Gas Sales Piacenza
- Copa Itália: 2022–23

## Clubes
| Anos      | Clube                        |
| --------- | ---------------------------- |
| 2017–2019 | Club Italia                  |
| 2019–2021 | Consar Ravenna               |
| 2021–     | Gas Sales Bluenergy Piacenza |